# Alaska Permanent Fund
El Alaska Permanent Fund (Fondo Permanente de Alaska en español) es un fondo de fideicomiso gestionado por la Alaska Permanent Fund Corporation, propiedad del estado de Alaska, que opera con el dinero procedente de al menos el 25% del capital que genera la explotación de minerales y petróleo en el Estado. 
La peculiaridad de este fondo reside en que constituye uno de los principales incentivos para los residentes en Alaska ya que toda persona que resida legalmente durante un mínimo de 6 meses recibe un dividendo correspondiente a una parte del rendimiento medio del fondo durante los últimos cinco años. En 2008 el pago ascendió a 2.069 dólares, alcanzando un nuevo máximo en 2015 con 2.072 dólares
Desde sus orígenes este fondo ha sufrido muchas modificaciones, representando actualmente una cartera diversificada a escala mundial por un importe superior a los 23.000 millones de dólares.

## Historia
En 1976, al finalizarse la construcción del oleoducto de la Bahía de Prudhoe, Jay Hammond, gobernador de Alaska de 1974 a 1982, propuso la constitución de un fondo que tuviera como objetivo beneficiar a los alasquenses, mediante el depósito de una parte de los ingresos provenientes de la extracción de petróleo. Ese mismo año se aprobó la constitución del 'Alaska Permanent Fund' para tal fin, proveyéndose el capital inicial a partir de las licencias para explotación de crudo en suelo del Estado.
Desde 1982 el fondo paga a todo habitante de Alaska un dividendo anual, en lo que puede denominarse como la aplicación de la renta básica universal.[cita requerida]